# Wolfgang Enard
Wolfgang Enard (* 1970) ist ein deutscher Anthropologe.

## Leben
Von 1992 bis 1998 studierte er  an der Ludwig-Maximilians-Universität München (1998 Diplomarbeit bei Regine Kahmann: Function of cytoplasmic dynein in Ustilago maydis). Nach der Promotion in Biologie (1998–2003) am Max-Planck-Institut für evolutionäre Anthropologie bei Svante Pääbo war er dort von 2004 bis 2007 Postdoc. Von 2007 bis 2013 war er Nachwuchsgruppenleiter am Max-Planck-Institut für evolutionäre Anthropologie. Seit 2013 ist er Professor für Anthropologie und Humangenetik (Lehrstuhl), Fachbereich Biologie II, an der Ludwig-Maximilians-Universität München.
Seine Forschungsinteressen sind die funktionelle Genomik von Primaten, die Evolution des menschlichen Gehirns, Einzelzellgenomik, Genexpressionsanalyse und evolutionäre Ansätze zu Funktionsfragen in Biologie und Medizin.